# Декастаннид ундеканеодима
Декастаннид ундеканеодима (триоловопентанеодим) — бинарное неорганическое соединение
неодима и олова
с формулой Nd11Sn10,
кристаллы.

## Получение
- Сплавление стехиометрических количеств чистых веществ:

{\displaystyle {\mathsf {11\;Nd+10\;Sn\ {\xrightarrow {1396^{o}C}}\ Nd_{11}Sn_{10}}}}

## Физические свойства
Декастаннид ундеканеодима образует кристаллы
тетрагональной сингонии,
пространственная группа I 4/mmm,
параметры ячейки a = 1,187 нм, c = 1,759 нм, Z = 4,
структура типа ундекагольмийдекагермания Ge10Ho11
.
Соединение образуется по перитектической реакции при температуре 1396°С .
При температуре 75 К соединение переходит в ферромагнитное состояние .